# Cattedrale di San Rufino
Il duomo d'Assisi, noto anche col nome di cattedrale di San Rufino, è il principale luogo di culto cattolico della città di Assisi, chiesa madre cattedrale della diocesi di Assisi-Nocera Umbra-Gualdo Tadino.
La chiesa sorge nell'omonima piazza, originariamente una terrazza creata in epoca romana, forse (ma non esistono prove documentate) il foro della città romana di Asisium.

## Storia
Gli storici medievali indicano questo sito come quello di un tempio romano dedicato alla Bona Mater. San Pier Damiani scrisse che in questo sito si trovava una basilica con le spoglie di san Rufino dal 412 e come il vescovo Ugone (XI secolo) fosse in contrasto con il popolo poiché voleva traslarle nell'allora cattedrale di Santa Maria Maggiore, con la vittoria dei cittadini di Assisi.
Nella città feudale, la chiesa di San Rufino era il fulcro della "cittadella dei canonici" e la fondazione della chiesa attuale risale probabilmente all'VIII secolo. Fu rifatta una prima volta in forme più grandi dallo stesso Ugone, il quale la insignì alla fine del titolo di cattedrale nel 1036. Nel 1140 fu avviata una nuova ricostruzione su progetto di Giovanni da Gubbio, che si protrasse per vari decenni. Nel 1210 il Comune, che ne utilizzava il sagrato per le riunioni, auspicò un veloce completamento, perché attribuiva all'edificio incompleto la mala sorte che animava le lotte tra le fazioni. Nel 1228 si arrivò alla consacrazione dell'altare maggiore, da parte di papa Gregorio IX e nel 1253 fu consacrata l'intera chiesa completata, da parte di Innocenzo IV. Nel 1571 l'interno della cattedrale fu ristrutturato su progetto di Galeazzo Alessi, assumendo l'attuale conformazione.

## Descrizione

### Facciata
La facciata è una delle opere più significative del romanico "umbro" ed è confrontabile con esempi coevi a Spoleto, quali il Duomo e San Pietro.
La fascia inferiore risale al XII secolo, coi tre portali fiancheggiati da leoni e grifi scolpiti. Il portale centrale in particolare ha una ricca ornamentazione, soprattutto nella ghiera multipla decorata da rilievi di tralci, girali, figure allegoriche e animali mostruosi; la lunetta ospita il Cristo in trono entro un clipeo, tra il sole, la luna, la Madonna che allatta e San Rufino. Il portale destro ha una lunetta con Due pavoni che si abbeverano a una fonte (simbolo delle anime cristiane che si abbeverano alla grazia divina), mentre quello sinistro ha Due leoni attorno a un vaso.
Sopra i portali corre una fascia orizzontale con figure di Animali e mensole con teste umane e zoomorfe; sopra di essa si trova una galleria dalla quale sporgono Quattro animali.
La zona mediana è occupata da tre elaborati rosoni, attorno ai quali si trovano mensole con alcuni altorilievi: attorno a quello centrale Simboli degli Evangelisti e in basso tre Telamoni. La zona della facciata risale alla fine del XIII secolo ed è composta da una coronazione triangolare a capanna con all'interno un arco gotico, dove probabilmente doveva essere inserita una pittura o un mosaico. Alla sinistra della facciata si eleva il maestoso campanile romanico, risalente in gran parte all'edificio di Ugone, con la cella campanaria decorata con doppie bifore.

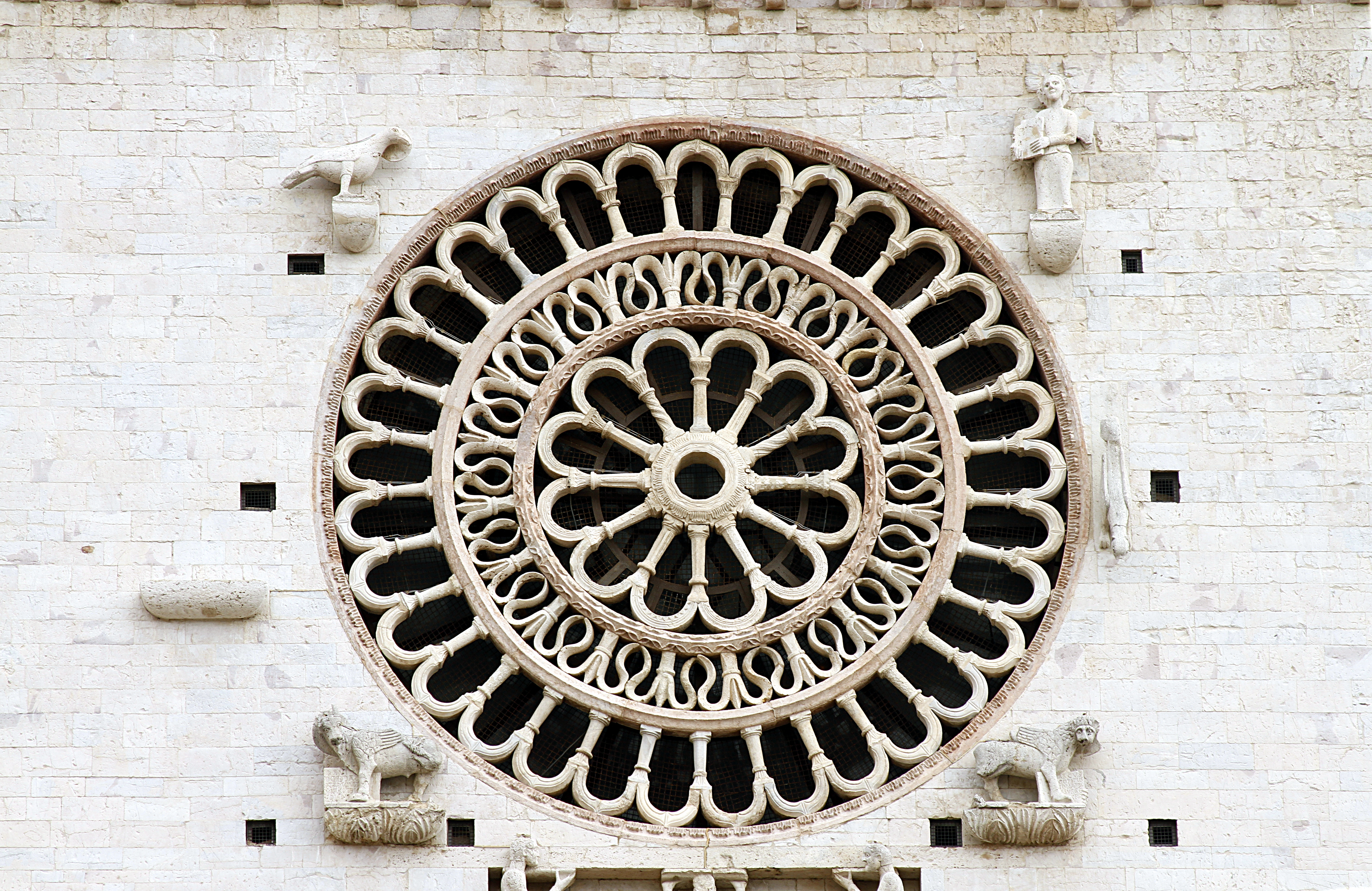
Rosone centrale
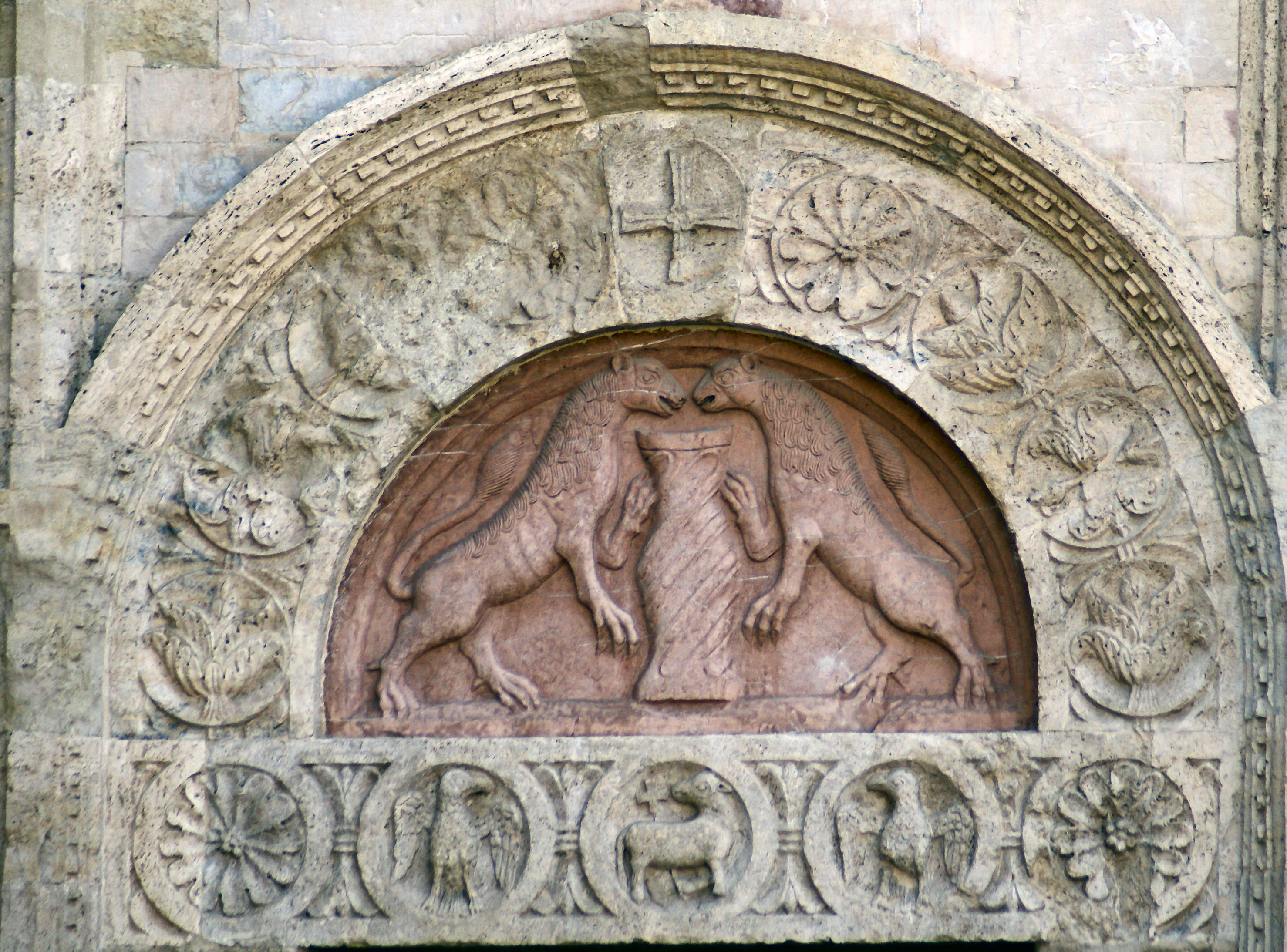
Lunetta laterale sinistra
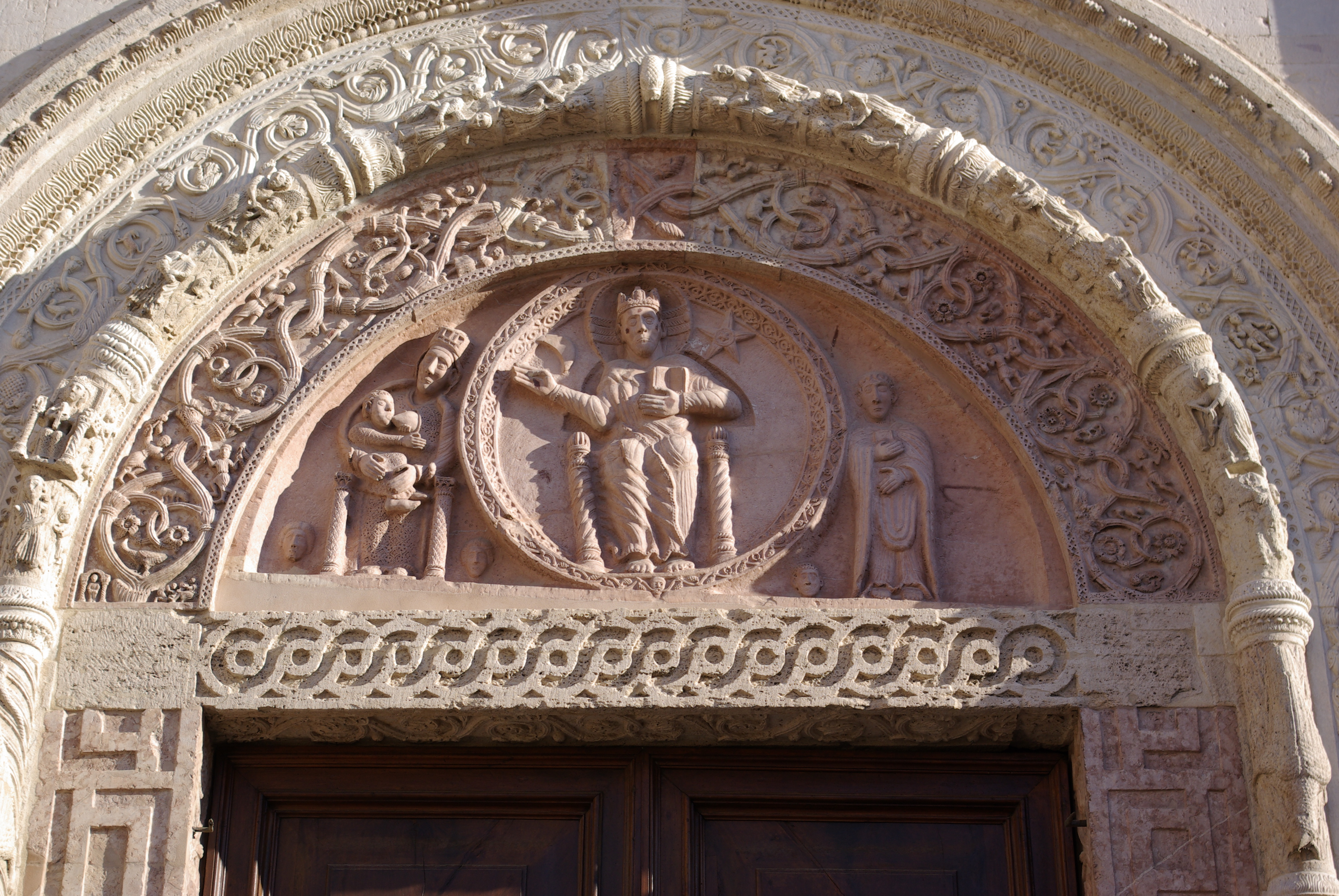
Lunetta centrale
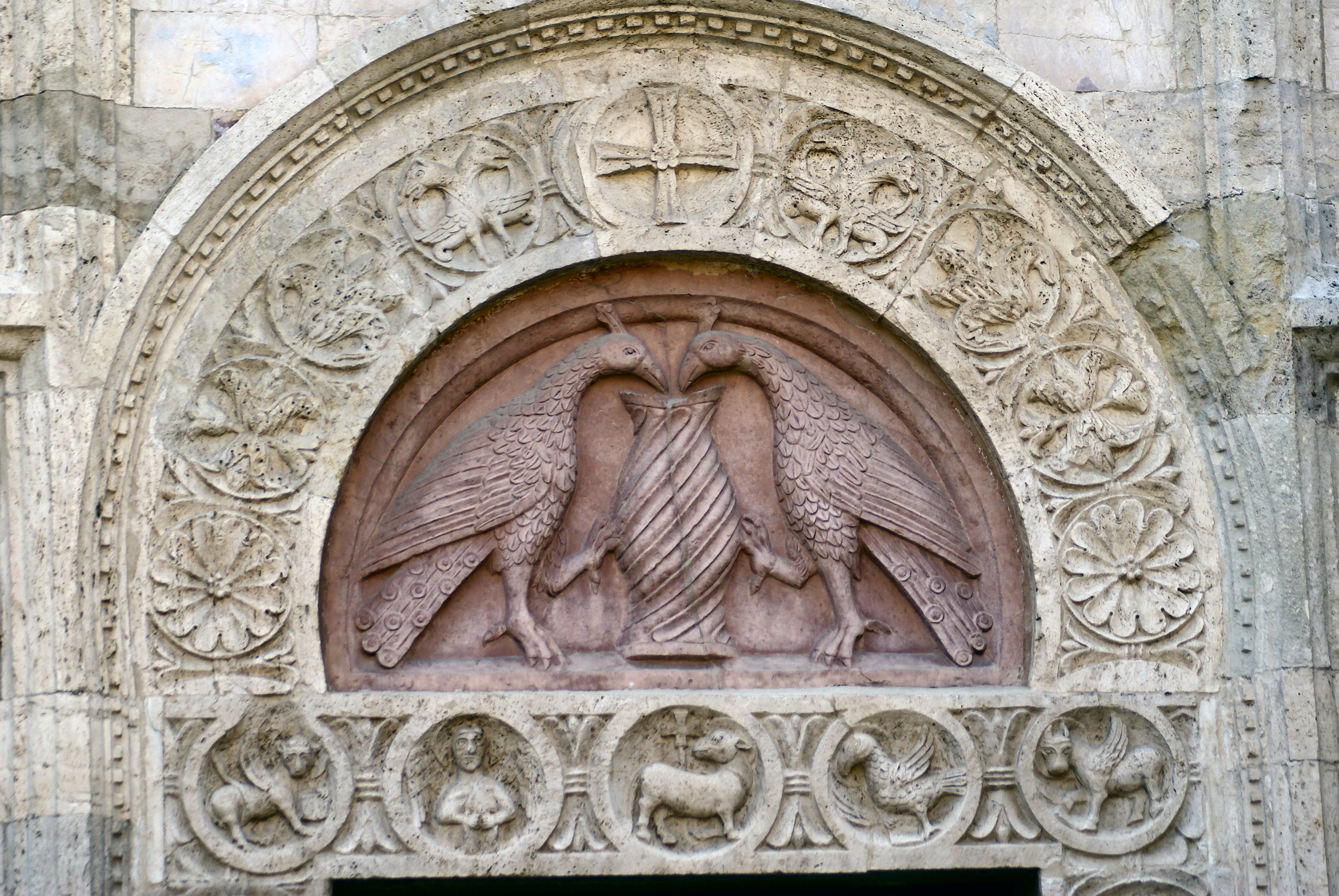
Lunetta laterale destra

### Interno

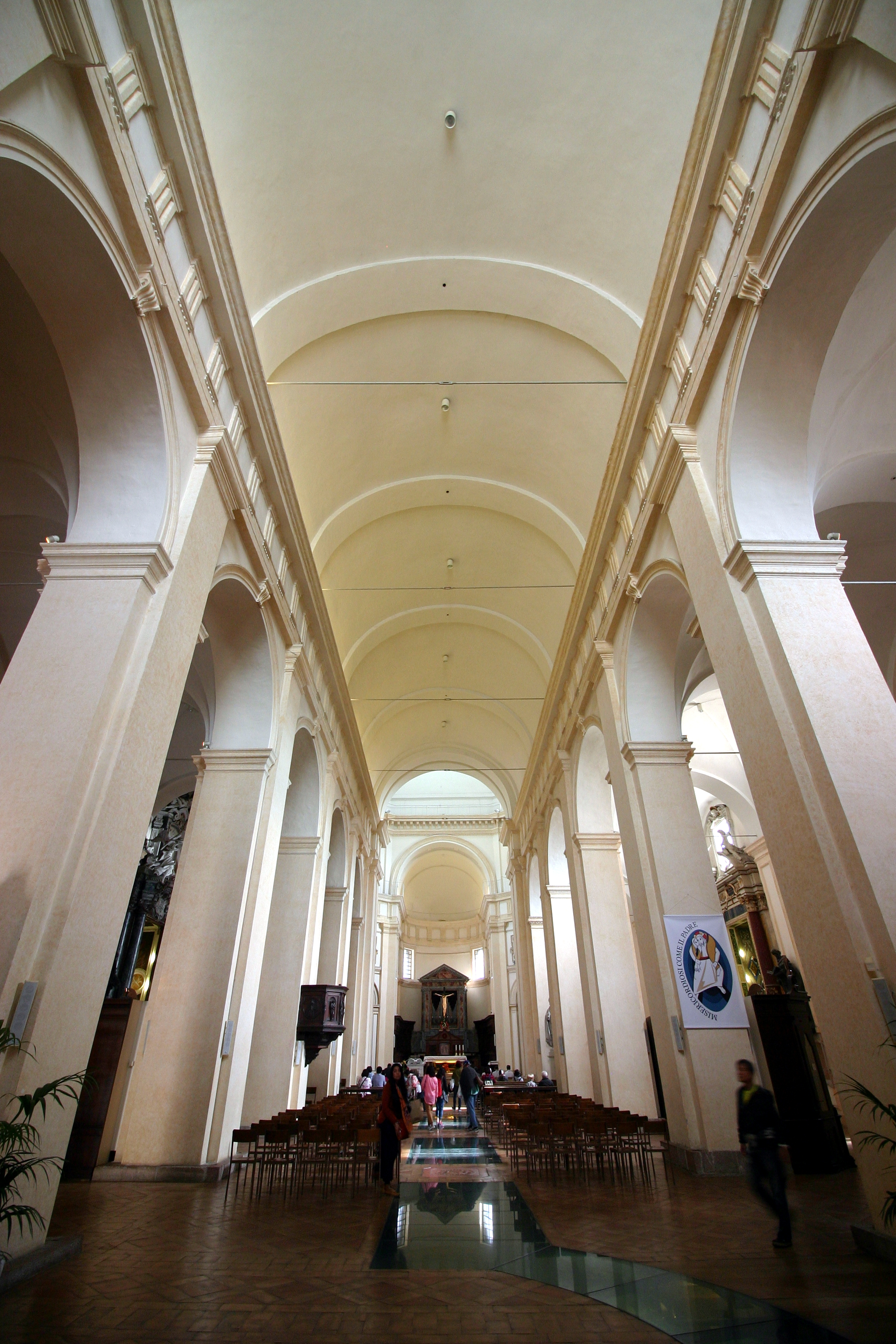
Interno.

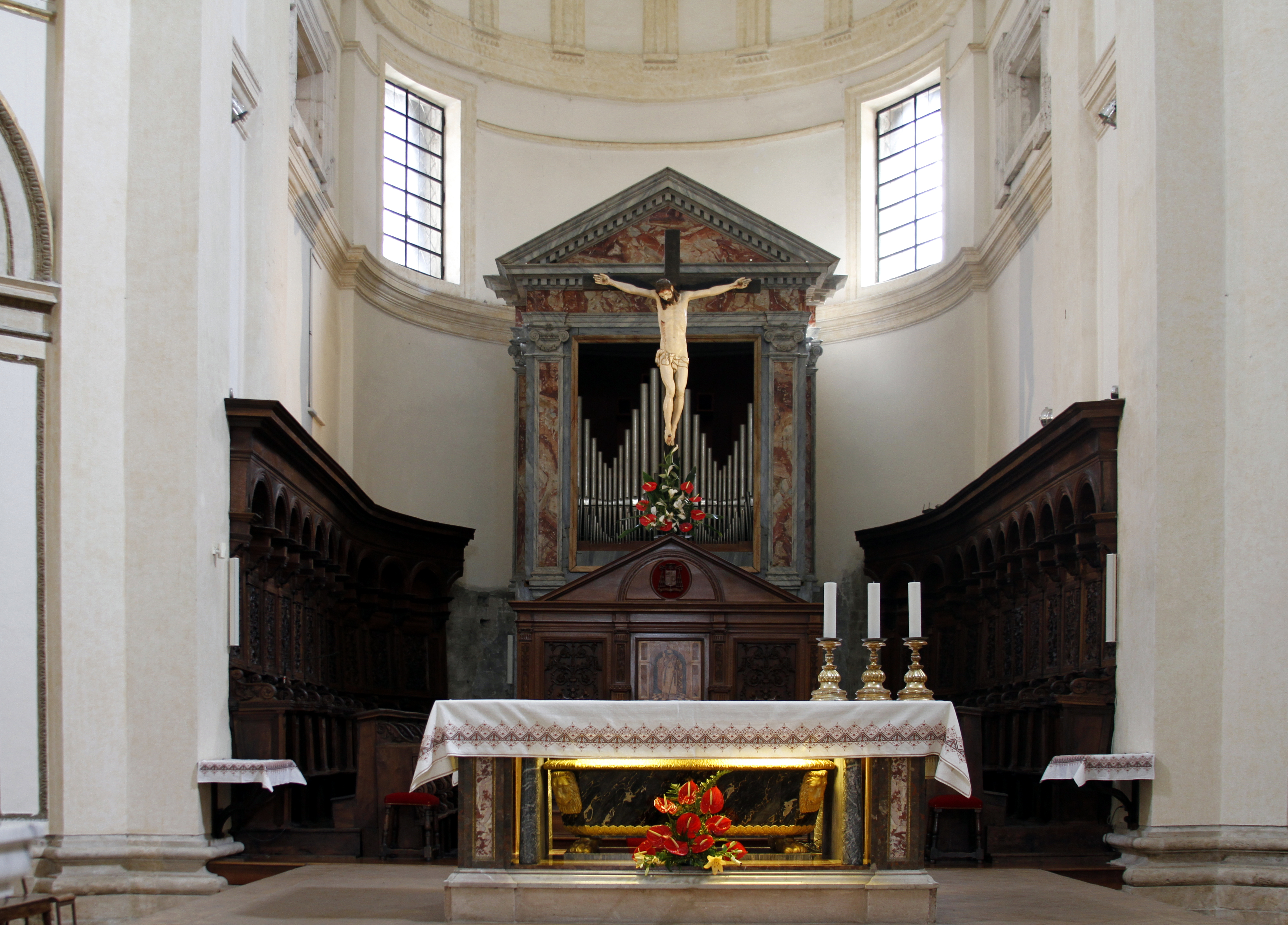
Presbiterio e abside.

L'interno con impianto basilicale è ripartito in tre navate divise da pilastri. L'aspetto odierno risale al rinnovo del 1571 ad opera di Galeazzo Alessi; solo sopra le volte si rilevano tracce della chiesa primitiva, tra le quali i resti di una cupola.
In seguito a restauri furono rimossi gli altari laterali, l'operazione sulla parete sinistra, rivelò porzioni di un muro d'epoca romana. Attualmente, nella cattedrale sono dieci le mense minori alternate a statue di Profeti, manufatti questi ultimi, opere di Agostino Silva. del 1672.
Fronteggiano la controfacciata in prossimità del portale centrale le due statue marmoree raffiguranti rispettivamente: San Francesco di Giovanni Dupré (eretta sulla piazza nel 1882 e spostata all'interno nel 1888 perchè meglio conservata durasse) a sinistra e Santa Chiara gratuitamente scolpita da Amalia Dupré e posta sulla destra nel 1888.

#### Navata destra
- Prima campata: Fonte battesimale. Antica conca marmorea dove furono battezzati San Francesco, Santa Chiara, San Gabriele dell'Addolorata e forse, nel 1197, Federico II di Svevia. Il fondo fu decorato nel 1882. L'apparato ligneo presenta sculture delle figure allegoriche associate ai quattro evangelisti: Leone, Aquila, Angelo, Toro. Nella calotta è realizzata la conchiglia simbolo del pellegrinaggio terreno, angeli e vasotti fiammati laterali chiudono il manufatto in alto, una recinzione in ferro battuto in basso.
- Seconda campata: Cappella di San Giuseppe. Altare di San Giuseppe con gonfalone, opera di Berto di Giovanni. Architettura delimitata da colonne scanalate sormontate da timpano ad arco spezzato. Ai lati sono presenti puttini poggianti su volute e figure allegoriche in stucco. Sulle cimase una coppia di putti sorreggono ghirlande floreali. Costituisce stele intermedia la finestra incorniciata da erme reggenti un timpano triangolare spezzato decorato con puttini e stemma centrale. L'edicola custodisce il dipinto raffigurante San Giuseppe fra decorazioni di puttini adoranti in stucco e un cartiglio recante affreschi.
- Terza campata: varco d'accesso alla Cappella del Santissimo Sacramento.
  - La porticina accanto alla cappella conduce ad un portale romanico sul lato destro, coevo a quelli della facciata.
- Quarta campata: Cappella dell'Addolorata. Architettura delimitata da colonne scanalate sormontate da timpano a riccioli con puttini sulle cimase che reggono delle bende. L'edicola custodisce la statua policroma del 1672 raffigurante l'Addolorata, opera collocata sullo sfondo di una raggiera dorata.
- Quinta campata: Cappella di San Francesco. Architettura delimitata da colonne sormontate da architrave. Sulle parti aggettanti dominano figure allegoriche in stucco. Costituisce stele intermedia la finestra incorniciata da erme reggenti un timpano triangolare decorato con angeli e stemma centrale. L'edicola custodisce il dipinto raffigurante San Francesco d'Assisi sormontata da iscrizione delimitata da putti e timpano ad archi sovrapposti e testa di putto mediana. Stucchi raffiguranti le Virtù cardinali di Agostino Silva.
- Sesta campata: Tavola raffigurante Cristo in gloria e santi di Dono Doni del 1550. Statua raffigurante San Rufino d'Assisi, opera scolpita in marmo di Carrara dal francese Paul Lemoyne nel 1823.

Altare San Francesco, Altare dell'Addolorata, Varco Cappella Santissimo Sacramento, Altare di San Giuseppe, Fonte battesimale (2 foto).

#### Navata sinistra
- Prima campata: Resti di rovine di insediamento romano rinvenuto nell'ultima campagna di restauri. Cisterna che fa da fondamenta alla torre campanaria medievale.
- Seconda campata: Cappella di Santa Maria della Consolazione. Architettura delimitata da colonne scanalate sormontate da architrave. Sugli elementi aggettanti puttini che reggono delle palme. Costituisce stele intermedia un disco marmoreo sorretto da puttini, sormontato da piccolo timpano e conchiglia apicale. L'edicola custodisce il dipinto raffigurante la Madonna col Bambino e Santi del 1745 circa, opera d'autore ignoto.
- Terza campata: Cappella di Sant'Emidio. Architettura disegnata da Giacomo Giorgetti. Apparato delimitato da colonne binate con decorazioni in rilievo, disposte con prospettiva convessa e sormontate da timpano triangolare spezzato. Costituisce stele intermedia un timpano con puttini sulle cimase, addossata alla parete piccola edicola sormontata da timpano ad arco spezzato e cartiglio apicale. L'edicola centrale custodisce il dipinto su tela raffigurante la Trinità, Madonna e Santi che intercedono per Assisi, opera di Francesco Appiani del 1752. L'intero manufatto è delimitato da statue di Profeti in stucco realizzate nel 1672 da Agostino Silva: sulla destra la raffigurazione di Re Davide.
- Quarta campata: Cappella dell'Immacolata Concezione. Architettura delimitata da colonne sormontate da architrave. Sugli elementi aggettanti del timpano ad arco spezzato, sono collocati grandi angeli osannanti con le ali spiegate. Costituisce stele intermedia un manufatto in stucco raffigurante un'edicola con erme, timpano ad arco con putti festanti sulle cimase. L'edicola centrale comprende la nicchia con statua raffigurante l'Immacolata Concezione sovrastata da conchiglia e angioletti. La cornice reca in alto un cartiglio sormontato da doppio timpano sovrapposto. Gli stucchi sono opera di Agostino Silva.
- Quinta campata: Cappella del Santissimo Crocifisso. Apparato delimitato da colonne binate disposte con prospettiva convessa sormontate da architrave. Sugli elementi aggettanti sono collocati angeli con le ali spiegate recanti simboli della Passione. Costituisce stele intermedia un altorilievo raffigurante un angelo con sudario, sormontato da timpano ad arco con conchiglia apicale, volute e putti osannanti. L'edicola custodisce la statua policroma raffigurante il Crocifisso, opera del 1561 collocata sullo sfondo di una raggiera dorata sormontato da elaborato cartiglio. Le statue in stucco sono opere di Agostino Silva.
- Sesta campata: Cappella di San Gaetano di Thiene. Architettura delimitata da lesene e colonne sovrapposte sormontate rispettivamente da riccioli a spira e timpano triangolare spezzato. Costituisce stele intermedia una piccola edicola con raffigurazione della Triade. L'edicola centrale ospita il dipinto raffigurante la Vergine Maria ritratta con San Gaetano da Thiene, opera di Francesco Refini. Le statue in stucco sono opere di Agostino Silva.

Altare di Santa Maria della Consolazione, Altare di Sant'Emidio, Altare dell'Immacolata, Altare del Santissimo Crocifisso, Altare di San Gaetano di Thiene

#### Transetto
- Braccio destro: Cappella di San Vitale. Altare di San Vitale con architettura delimitata da colonne binate sormontate da architrave. Fra vasi fiammati costituisce stele intermedia un riquadro sormontato da croce apicale. L'edicola custodisce il dipinto raffigurante la Deposizione dalla Croce, opera di Dono Doni realizzata nel 1563.
- Braccio sinistro: Cappella di San Rufino d'Arce. Altare di San Rufino d'Arce con architettura delimitata da colonne binate sormontate da architrave. Fra vasi fiammati costituisce stele intermedia una nicchia sormontata da croce apicale. L'edicola custodisce il dipinto raffigurante la Crocifissione, opera di Dono Doni.

Altare di San Rufino d'Arce, Altare maggiore, Altare di San Vitale

#### Abside
Lungo le pareti dell'abside sono collocati gli stalli del coro ligneo cinquecentesco con intagli di Piergiacomo da Sanseverino (1520), con al centro il grande organo del 1841 di Antonio e Francesco Martinelli da Umbertide. La sopraelevazione dell'altare versus absidem caratterizzata da timpano triangolare, ospita nell'edicola parte delle canne dello strumento. Al centro del presbiterio è collocata la cattedra vescovile dominata da un grande Crocifisso.
Sotto la mensa dell'altare versus populum in un sarcofago sono custodite le spoglie di San Rufino di Assisi. In precedenza queste erano sistemate in un sarcofago romano scolpito, ancora visibile nella cripta. Quest'ultima era stata ottenuta con le modifiche apportate alla costruzione precedente dal vescovo Ugone nell'XI secolo e corrisponde al presbiterio dell'antica basilica preesistente, reso visibile nelle fondazioni dai restauri eseguiti dopo il sisma del 1997. È accessibile da una scala, adiacente al battistero, attraverso il nuovo Museo diocesano.
Nelle immediate adiacenze è ubicata la Cappella della Madonna del Pianto: custodisce la copia lignea di una Pietà quattrocentesca in terracotta policroma di ignoto scultore tedesco: la scultura originale, che secondo la tradizione nel 1494 fu vista lacrimare, è stata trafugata nel 1982.

#### Cappella del Santissimo Sacramento
- Cappella del Sacramento: ambiente realizzato nel 1511 e perfezionato da Giacomo Giorgetti nel 1663 grazie alla munificenza di Ortorio Paci, come si legge nell'iscrizione in facciata. L'aula è decorata da tele e affreschi sul tema dell'eucaristia eseguiti prevalentemente da Giovanni Andrea Carlone tra 1663 e 1672[4], che ne fanno la più unitaria opera barocca di Assisi: sulla porta d'ingresso è collocato il Sacrificio di Elia, e sulle pareti da destra, Agar nel deserto, David in preghiera, Elia e l'angelo, Natività, Cena in Emmaus, Resurrezione, Tobia e l'angelo, Davide riceve i panni da Alchimelech e il Sacrificio di Isacco. Gli affreschi del catino absidale e sulla volta sono di Giacomo Giorgetti con l'Allegoria della Fede e i due episodi laterali sono di Giovanni Antonio Grecolini (XVIII secolo). Nel lunettone della controfacciata della cappella vi è la tela con l' "Ultima cena" di fra' Emanuele da Como, mentre l'organo sulla cantoria in legno dorato e intagliato è del 1602.

## Organi a canne

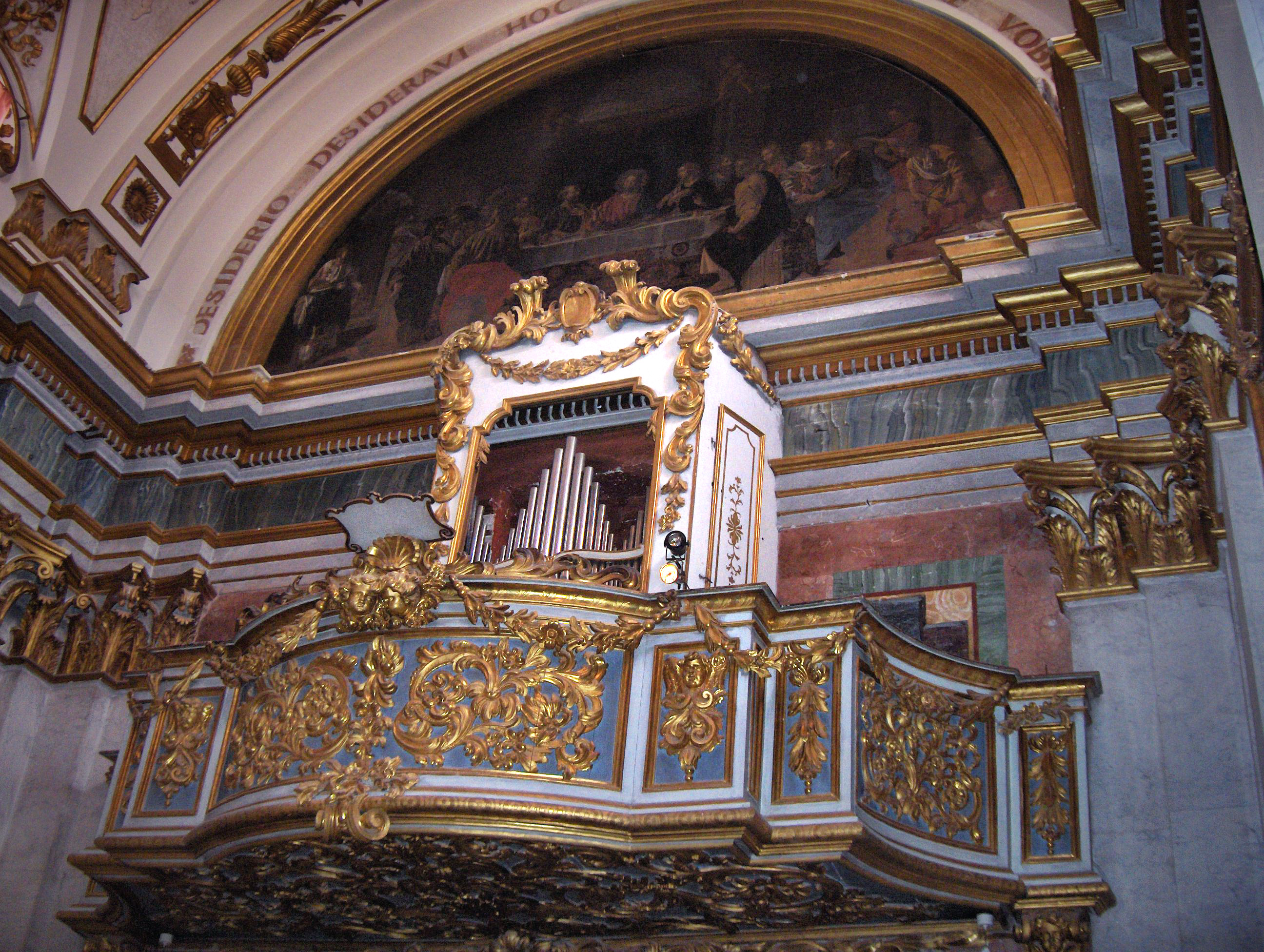
Organo della cappella del Santissimo Sacramento

Nella cattedrale si trovano tre organi a canne:
- l'organo maggiore è situato sopraelevato al centro dell'abside, e venne costruito nel 1848-51 dai fratelli Martinelli di Umbertide. integro nelle sue caratteristiche originarie, dispone di 33 registri (dei quali numerosi spezzati) su due manuali e pedale; il materiale fonico è racchiuso entro una cassa lignea dipinta a finto marmo, con consolle a finestra, al di sotto delle canne di facciata.[5]
- L'organo del coro, proveniente dalla chiesa di Santa Maria Maggiore per la quale fu costruito nel 1971, è della ditta Chichi; a trasmissione meccanica, ha 8 registri su unico manuale e pedale.[6]
- Nella cappella del Santissimo Sacramento, sulla cantoria soprastante l'ingresso, si trova un ulteriore strumento, risalente al 1645 e probabilmente opera di Tommaso Campana; dotato di una cassa lignea in stile barocco decorata con rilievi e dorature, ha 10 registri su unico manuale e pedale.[7]

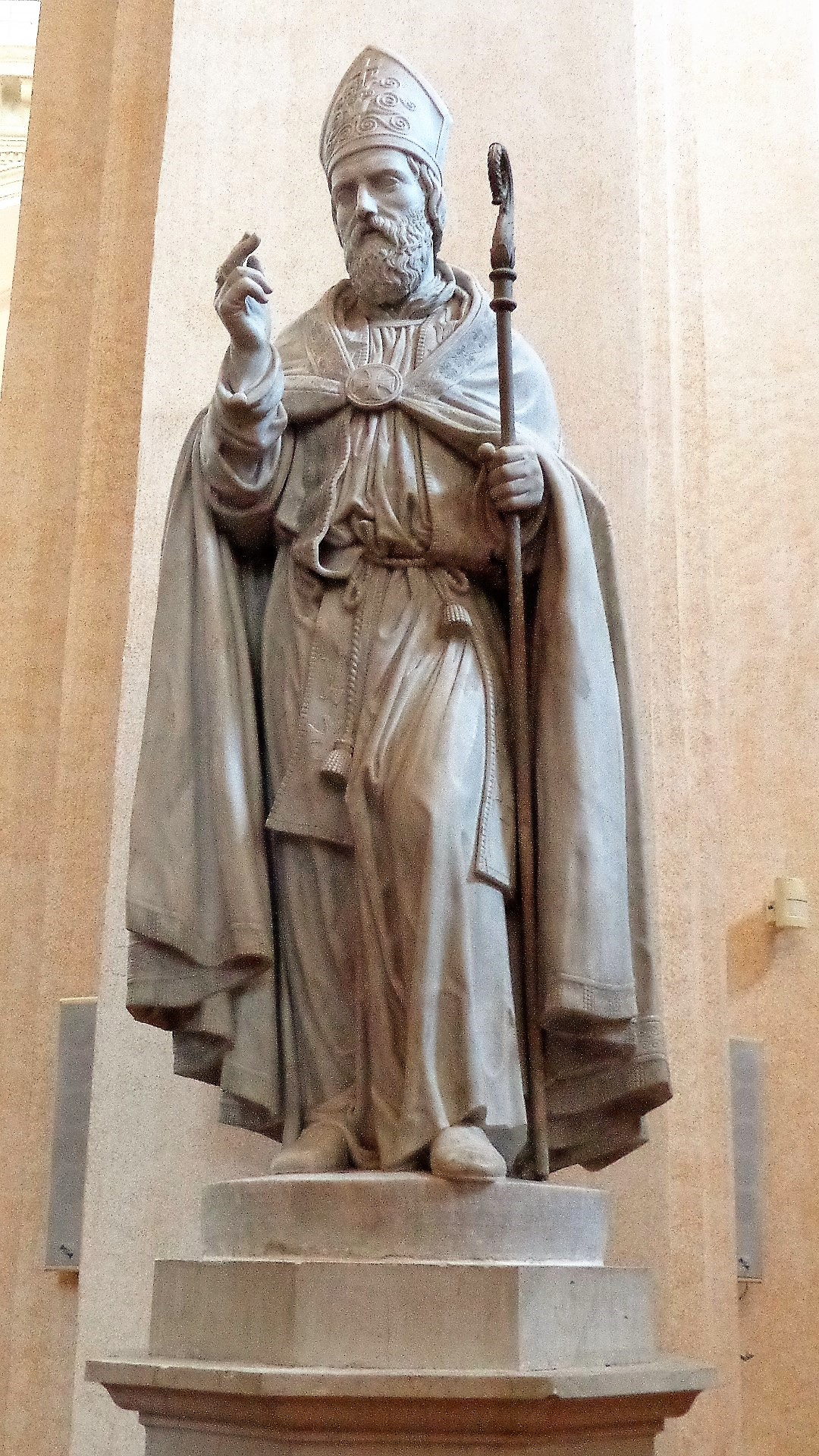
San Rufino.

## Sagrestia
La sagrestia, alla quale si accede dalla destra dell'abside, ospita alcune opere d'arte: Immacolata e San Filippo Neri, San Francesco che benedice Assisi - tela di Cesare Sermei - e altri dipinti dello stesso autore, opere di Girolamo Marinelli, di Giacomo Giorgetti, di Martin Knoeller e di Baldassarre Orsini. Da questo ambiente si accede tramite una porticina a sinistra a un oratorio sotterraneo detto di San Francesco, luogo dove il santo si ritirava prima di predicare.

## Cripta
Cripta di San Rufino. La cripta è un ambiente diviso in tre navate e conserva affreschi frammentari dell'XI secolo con Simboli degli Evangelisti e il sarcofago romano del III secolo d.C. che in passato ospitava il corpo di San Rufino.

## Museo diocesano
Adiacente alla cattedrale, è ubicato il museo diocesano.

## Archivio Capitolare
Attiguo al museo si trova l'Archivio Capitolare, ricco di codici miniati e documenti datati a partire dal 963.

## Galleria d'immagini

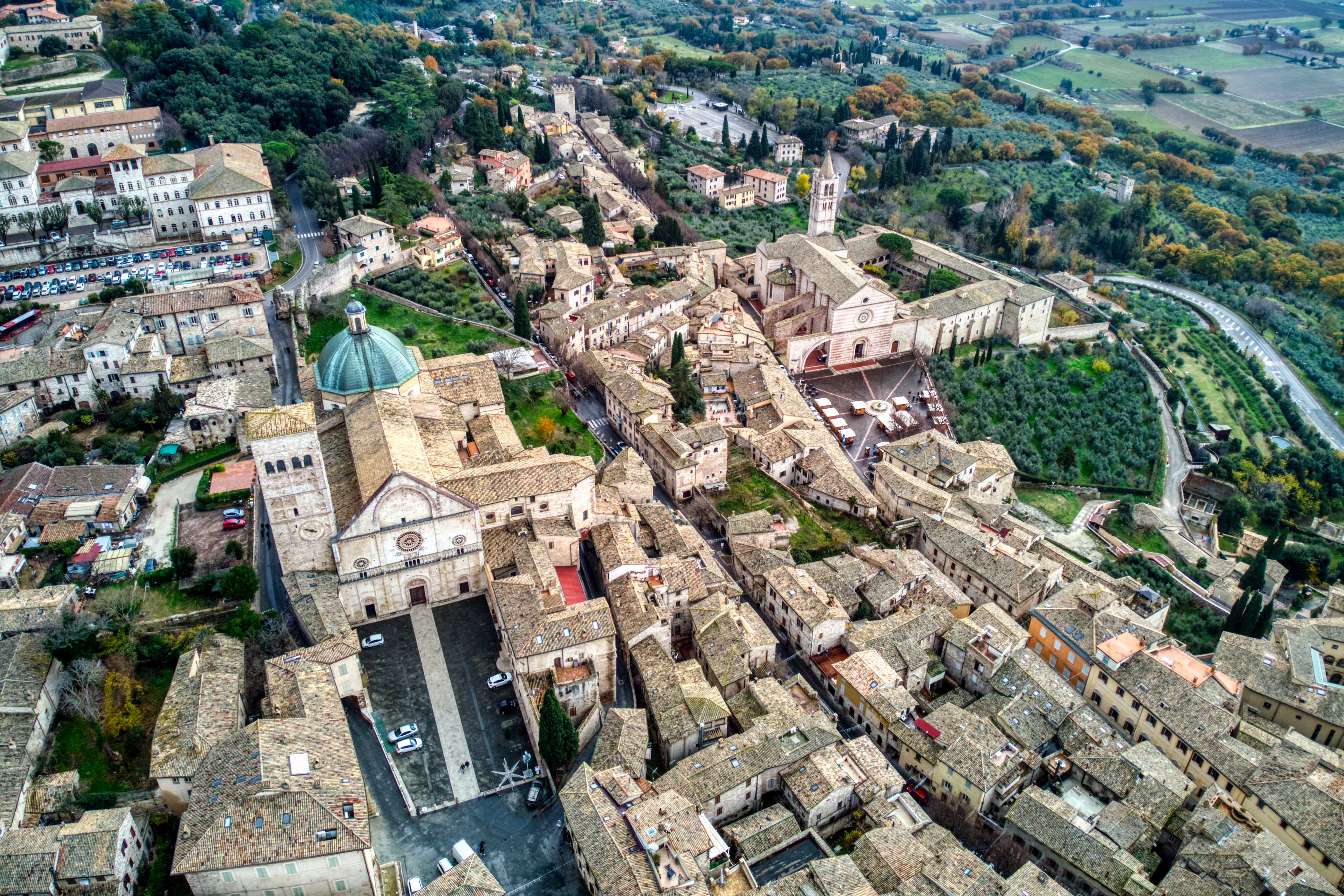
Cattedrale di San Rufino nella città di Assisi sopra la Basilica di Santa Chiara
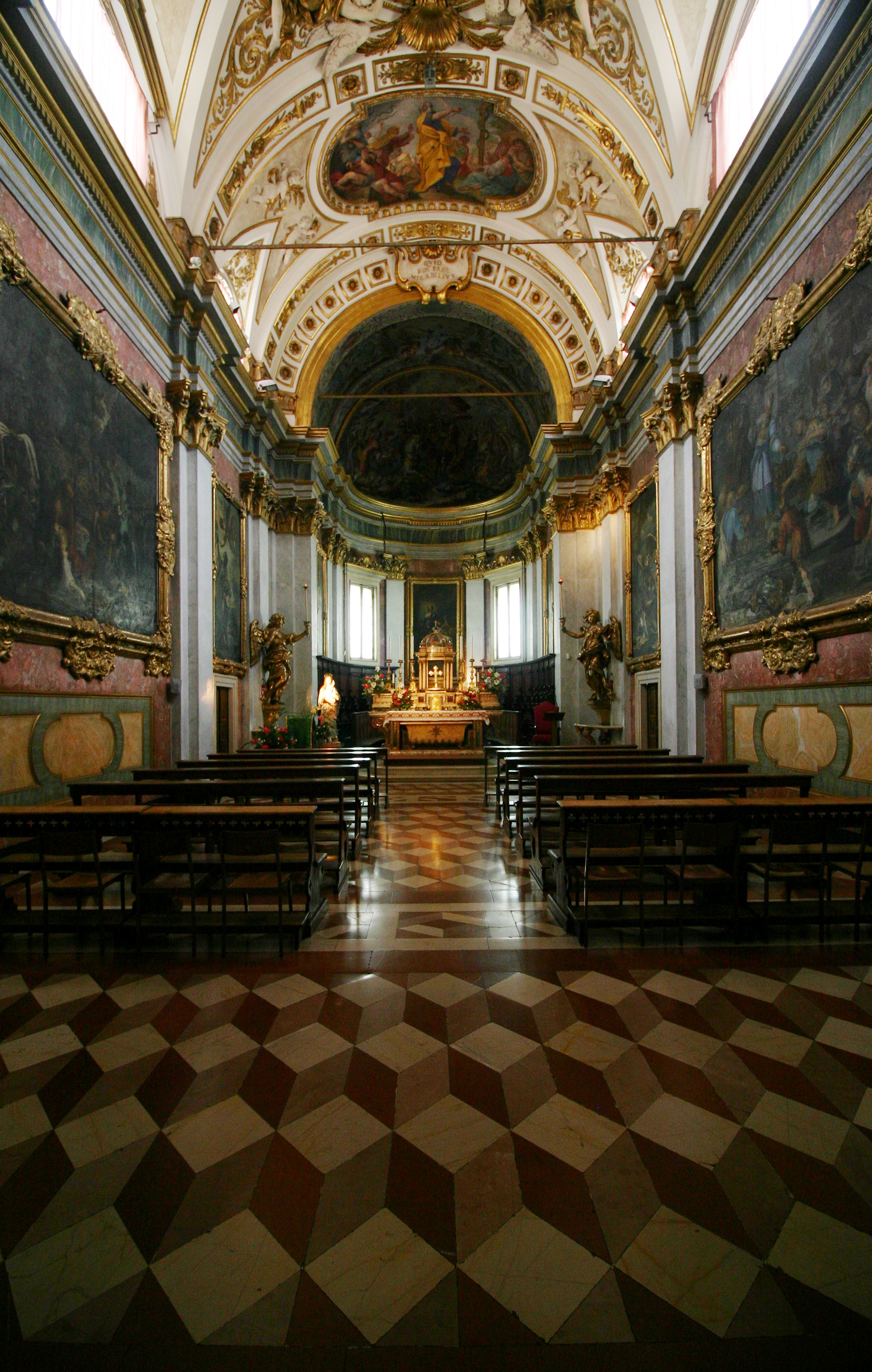
Cappella del Santissimo Sacramento
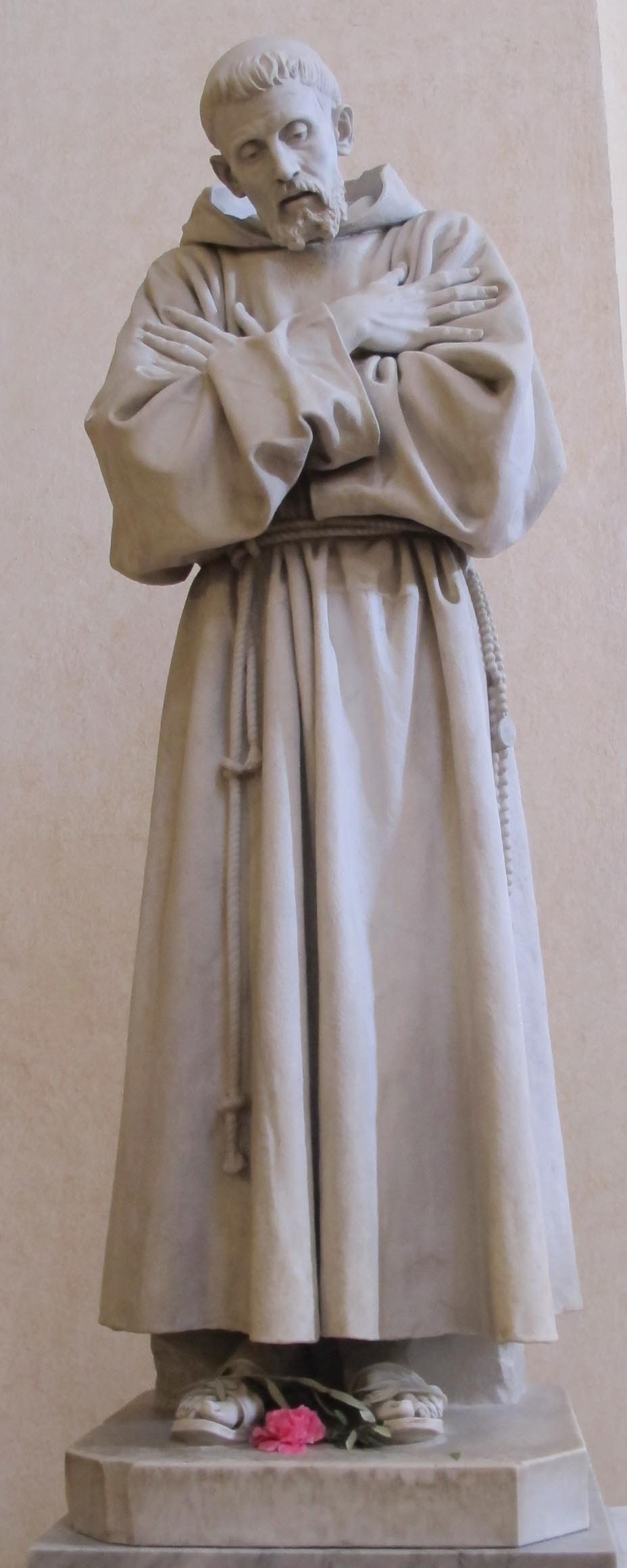
San Francesco di Giovanni Dupré
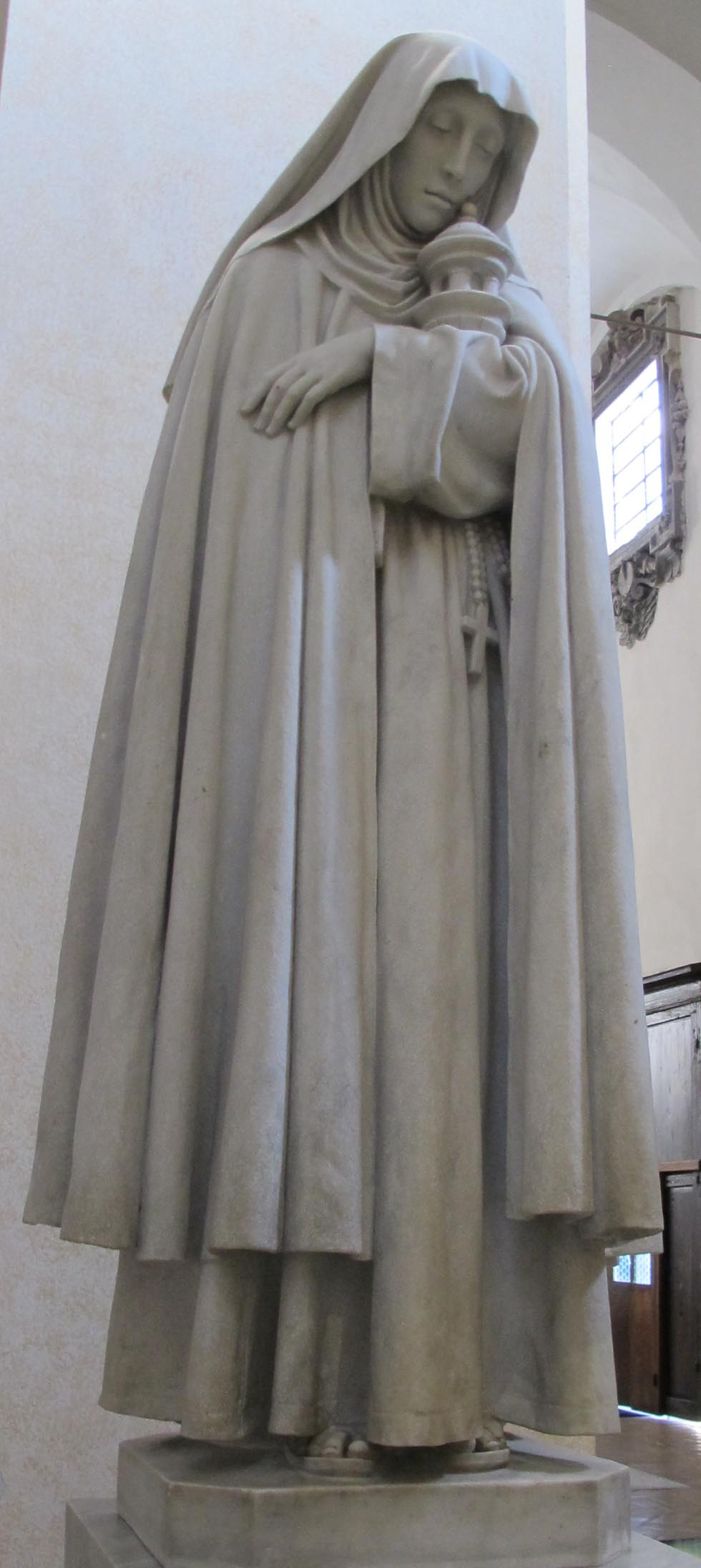
Santa Chiara di Amalia Dupré
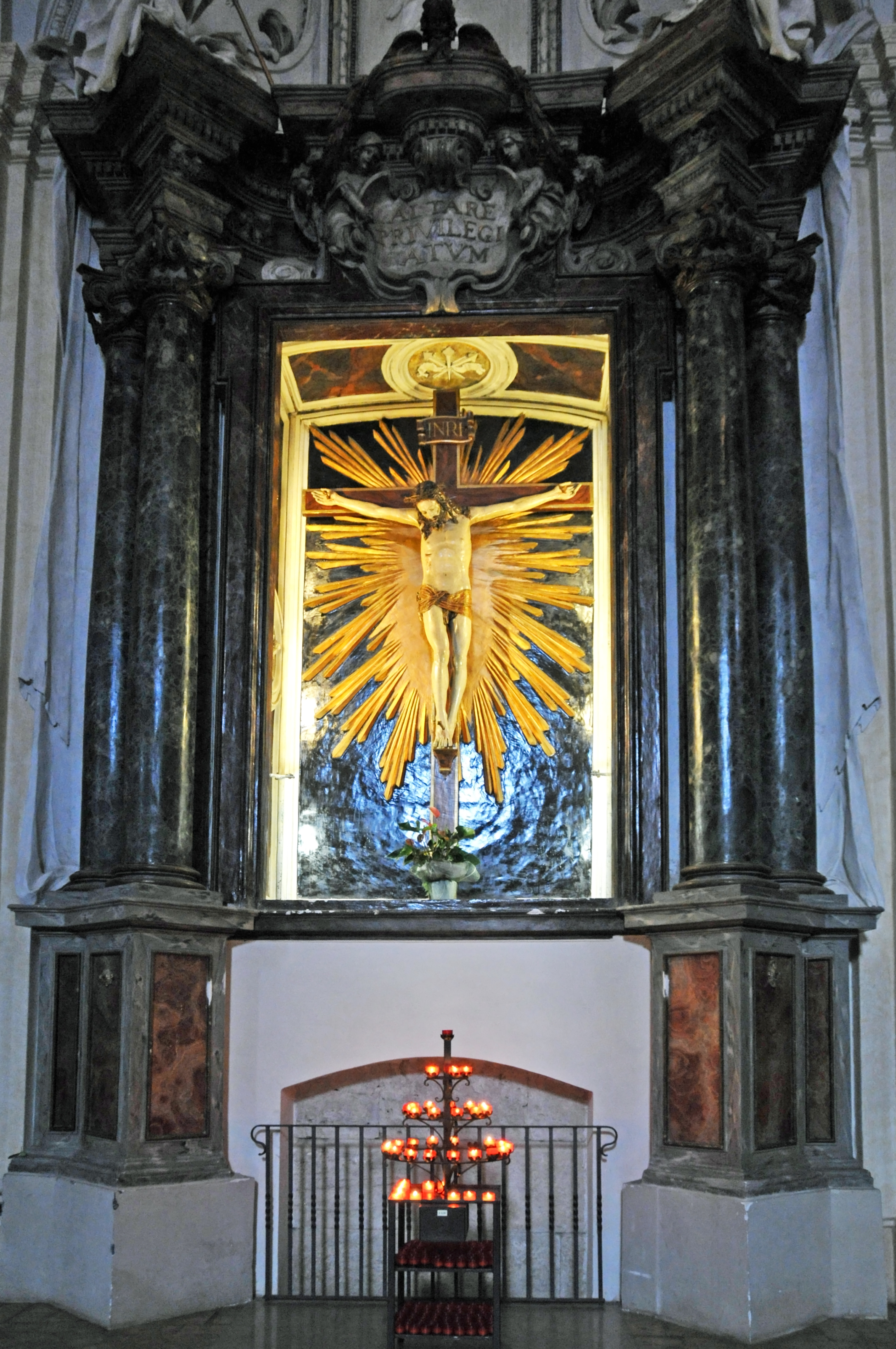
Altare del Crocifisso
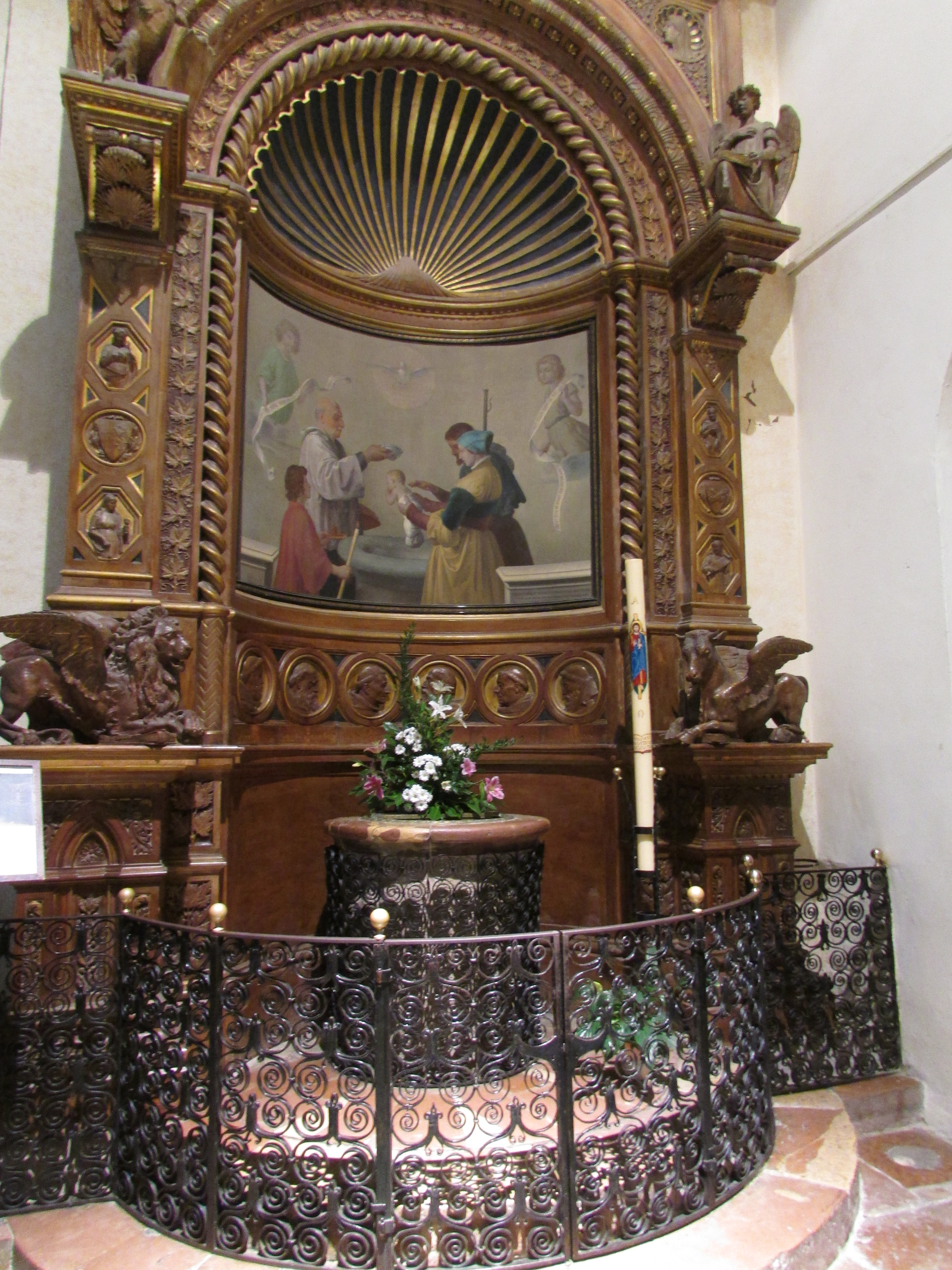
Fonte battesimale
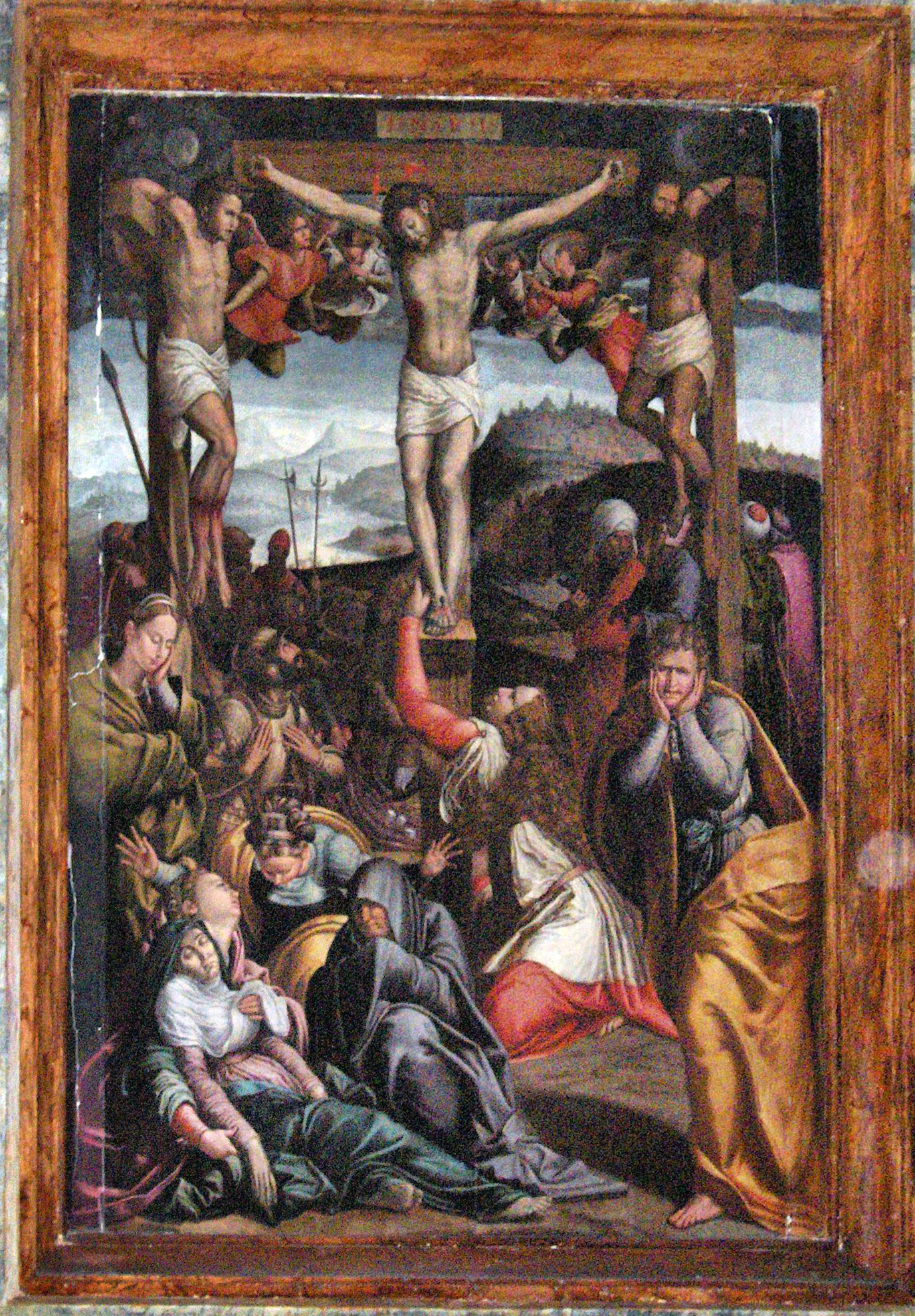
Crocifissione di Dono Doni
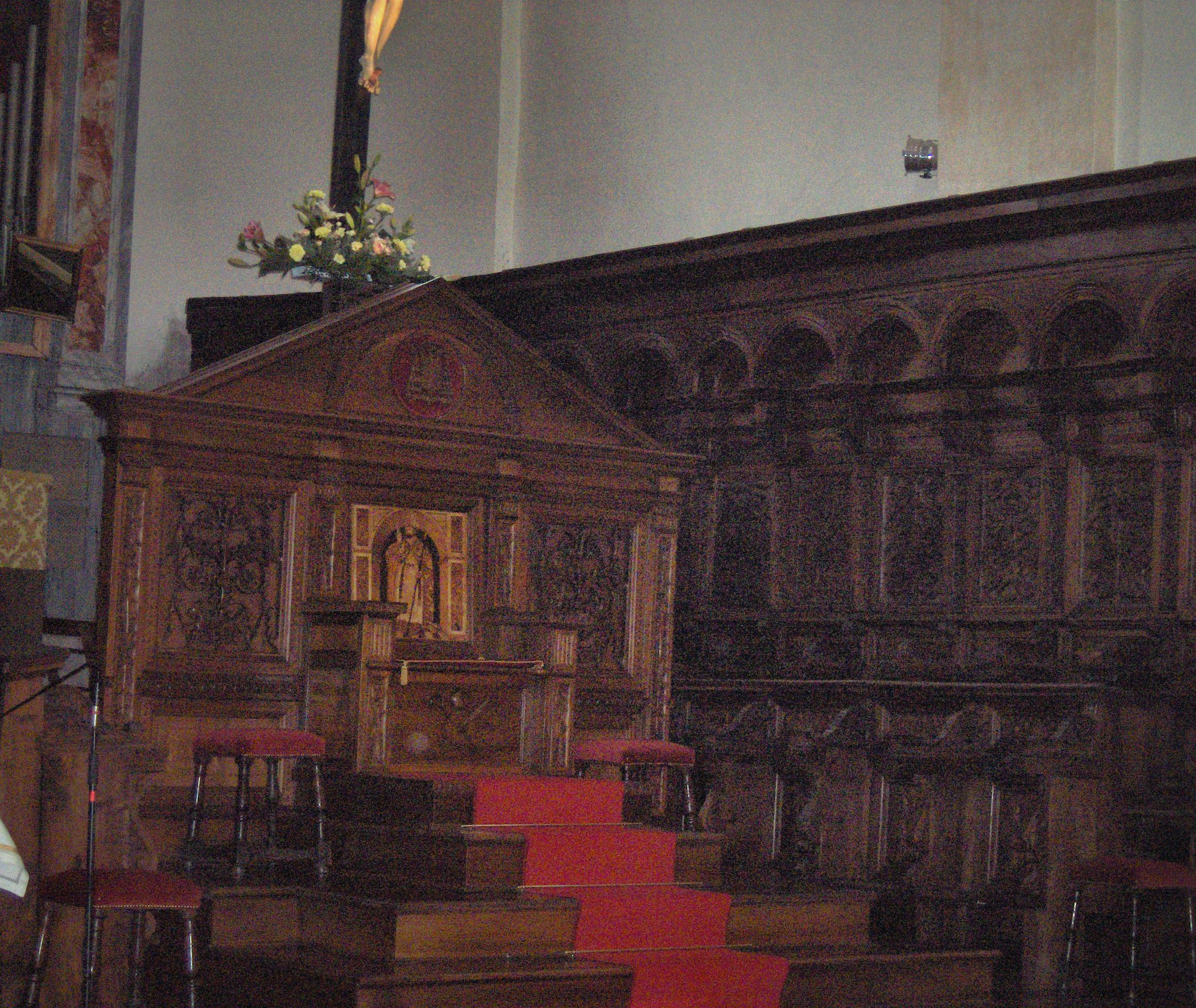
Cattedra e coro
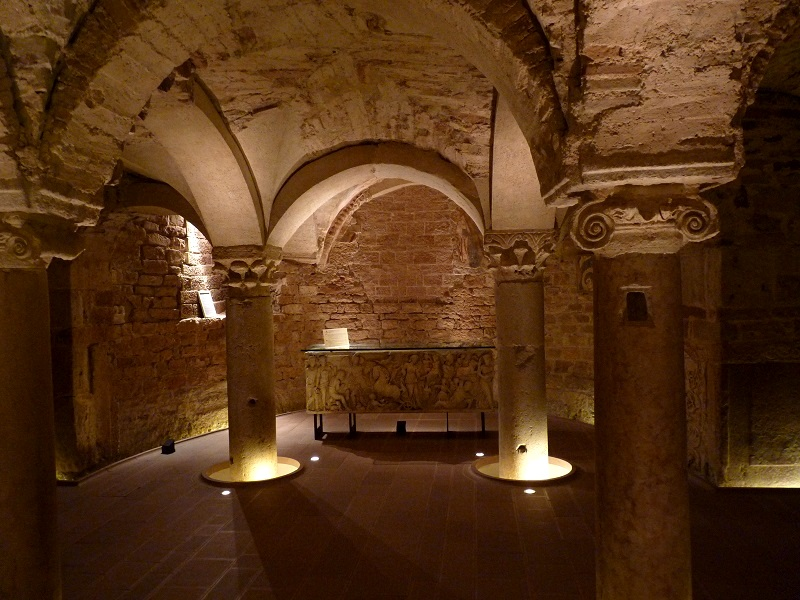
Cripta